# Carlo Orlandi
Carlo Orlandi (23 de abril de 1910 – 29 de julho de 1983) foi um boxeador italiano, campeão olímpico.

## Carreira
Ele conquistou a medalha de ouro nos Jogos Olímpicos de Verão de 1928 em Amsterdã, após derrotar o estadunidense Stephen Halaiko na categoria peso leve e consagrar-se campeão. Em 1929, Orlandi tornou-se profissional. Durante a década de 1930, conseguiu os títulos italiano e europeu em sua modalidade.